# Мисс
Мисс је југословенски филм из 1986. године. Режију и сценарио је потписао Александар Хусић.

## Синопсис
Тројица гангстера из западне Њемачке износе микрофилм са подацима о европском пасошу, пресудном по сигурност Европске економске заједнице. На путу ка Блиском истоку где их чека купац, пролазе кроз Југославију. Микрофилм подмећу у несесер мис Планете која долази у Београд као гост организатора избора за најлепшу Југословенку. Проблеми настану кад се микрофилм нађе код једне од кандидаткиња, без њеног знања. Криминалци покушају да се дочепају девојке и микрофилма, али их у томе спречава млади новинар који се, у потрази за сензацијама око избора лепотице, нађе усред шпијунске афере.

## Улоге
| Глумац                  | Улога             |
| ----------------------- | ----------------- |
| Драган Николић          | Андреј            |
| Маја Сабљић             | Лана              |
| Драгољуб Војнов         | Брејнс            |
| Драган Зарић            | Игла              |
| Бата Живојиновић        | Кокос             |
| Стево Жигон             | Јорк Морлок       |
| Мелинда Меј Чукић       | Џилијен Морлок    |
| Елеонора Баруџија       | Мис планете       |
| Оливера Марковић        | Тетка Буба        |
| Миодраг Радовановић     | Цвекла            |
| Божидар Павићевић       | Мојсије           |
| Бранко Цвејић           | Филмски режисер   |
| Чедомир Петровић        | Мојсијев асистент |
| Петар Краљ              | Главни уредник    |
| Зоран Цвијановић        | Чип               |
| Александра Симић        | Сандра            |
| Љиљана Газдић           |                   |
| Ђорђе Ненадовић         |                   |
| Ратко Танкосић          |                   |
| Владислав Каћански      |                   |
| Петар Лупа              |                   |
| Михаило Ћирин           |                   |
| Стела Карл              |                   |
| Тања Шућур              |                   |
| Владан Бошковић         |                   |
| Страхиња Мојић          |                   |
| Бранко Петковић         |                   |
| Раде Шербеџија          |                   |
| Миомир Радевић Пиги     |                   |
| Славољуб Плавшић Звонце |                   |
| Драгомир Станојевић     |                   |